# Макариха (Кемеровская область)
Макариха — село в Новокузнецком районе Кемеровской области. Входит в состав Терсинского сельского поселения.

## География
Центральная часть населённого пункта расположена на высоте 228 метров над уровнем моря.

## Население
По данным Всероссийской переписи населения 2010 года, в селе Макариха проживает 6 человек (1 мужчина, 5 женщин).